# Église Sainte-Macre de Longueval
L'église Sainte-Macre est une église située aux Septvallons dans la commune déléguée de Longueval-Barbonval, en France.

## Description

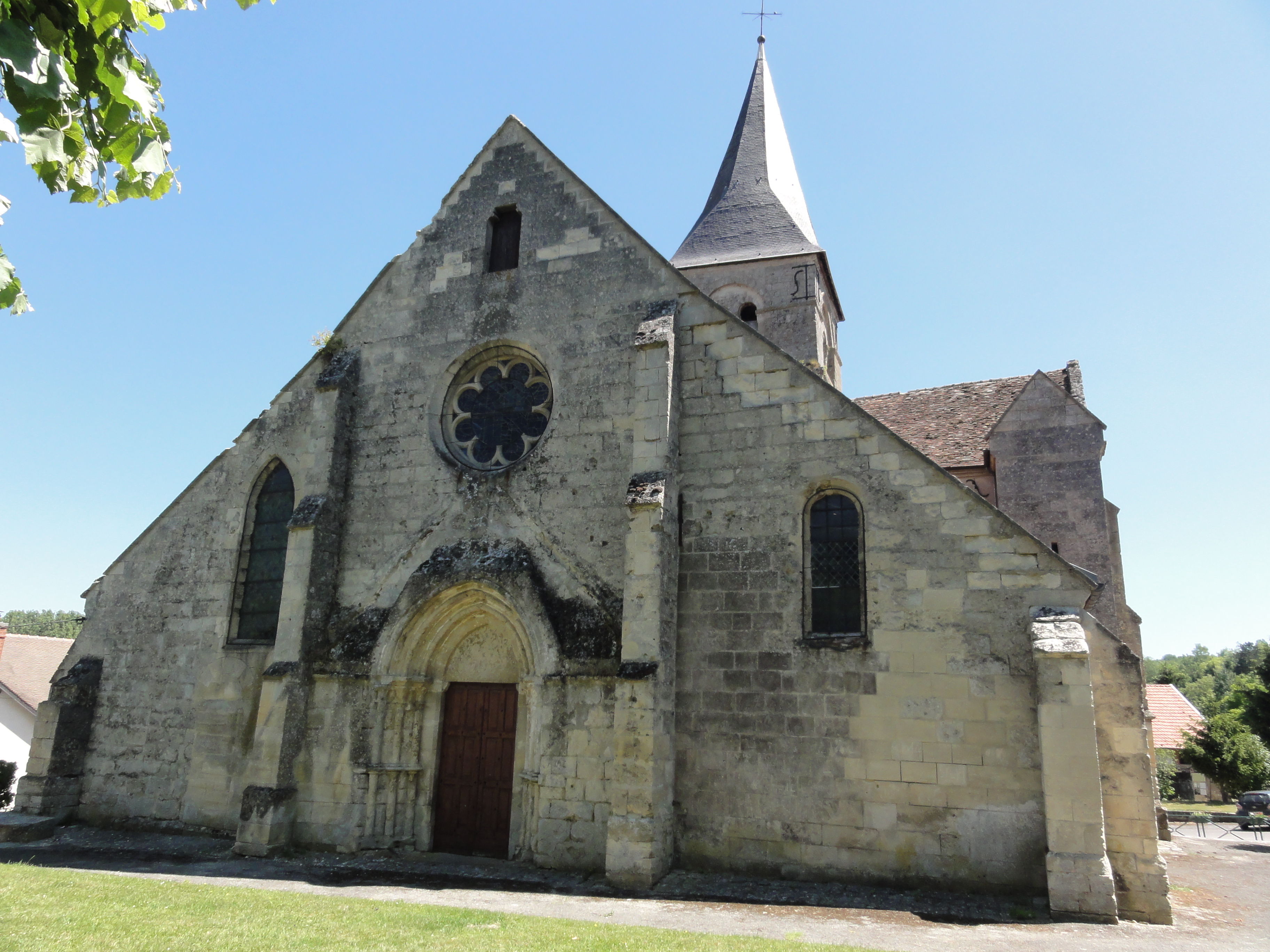
façade ouest, entrée
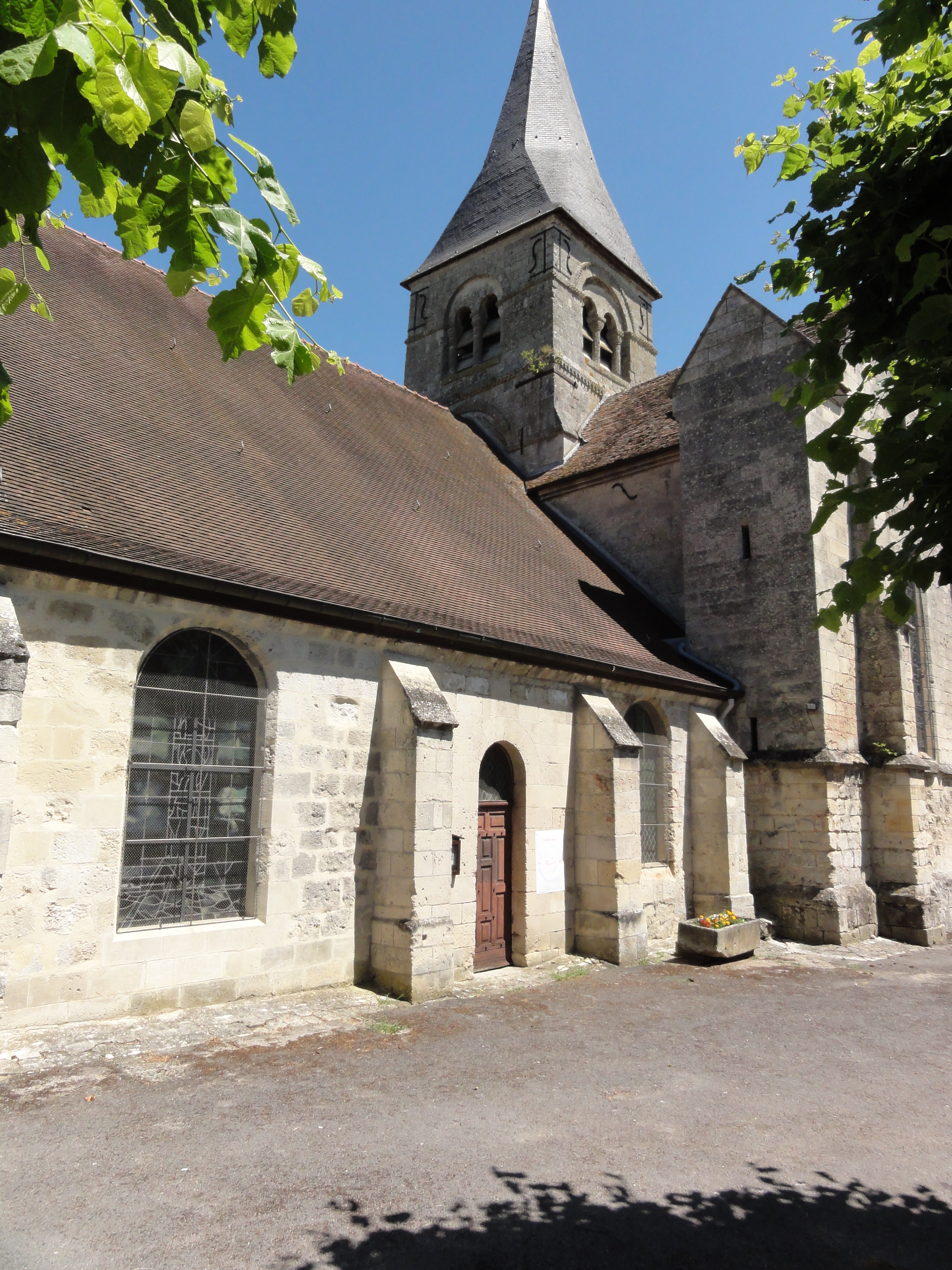
façade sud
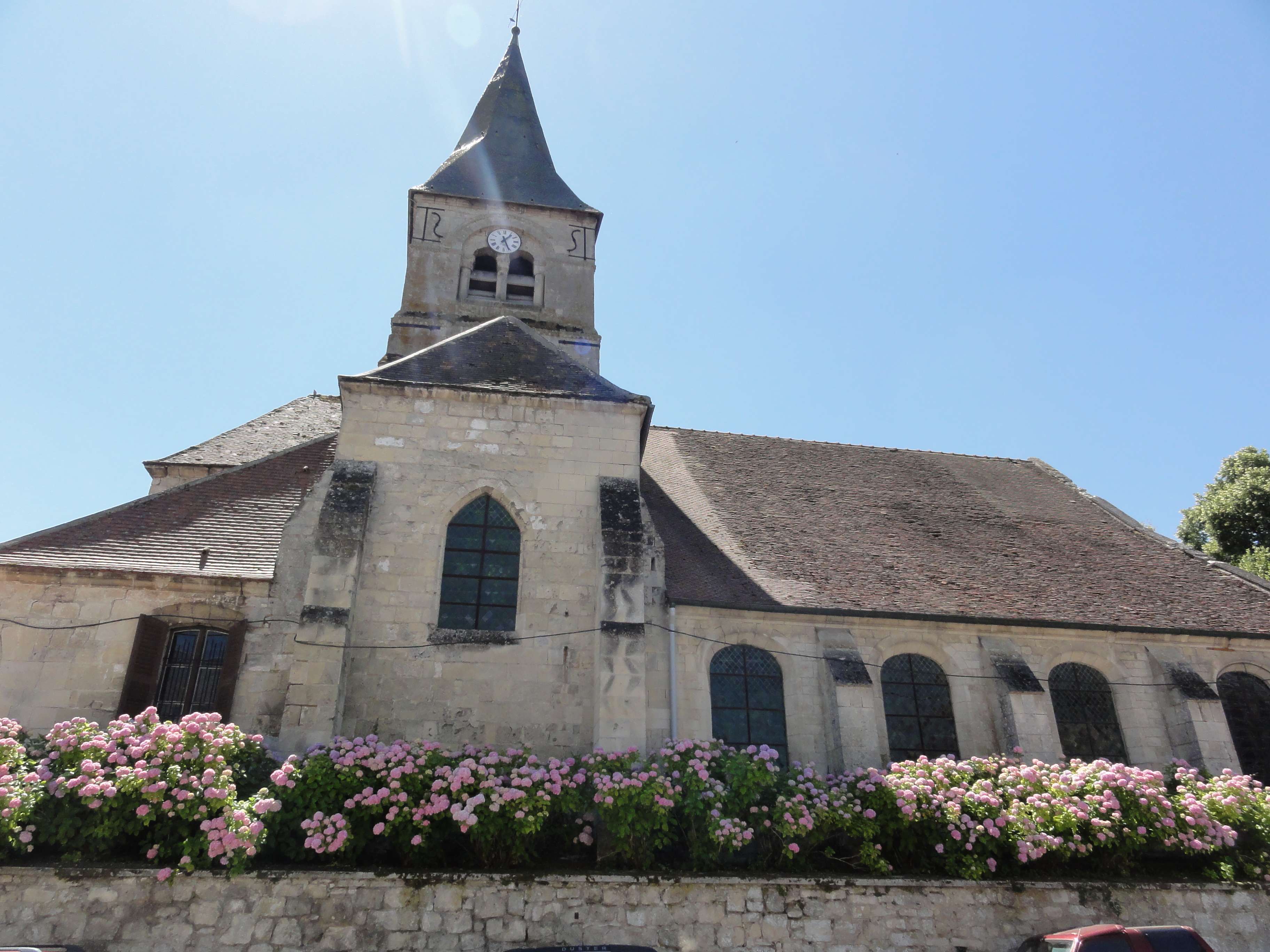
façade nord

## Localisation
L'église est située sur la commune des Septvallons dans la commune déléguée de Longueval-Barbonval, dans le département de l'Aisne.

## Historique
Le monument est classé au titre des monuments historiques en 1921.